# مستعر أعظم 1572
المستعر الأعظم 1572 "SN 1572" أو مستعر أعظم تيخو أو «ذات الكرسي ب» أو 3 سي 10 , هو مستعر أعظم من النوع Ia في كوكبة ذات الكرسي Cassiopeia , وهو أحد ثمان مستعرات عظمى سجلها الفلكيون ورصدوها بالعين المجردة عبر التاريخ المدون. انفجر في أوائل نوفمبر 1572، واكتشف من قبل العديد من الأفراد بشكل مستقل.

## الوصف التاريخي

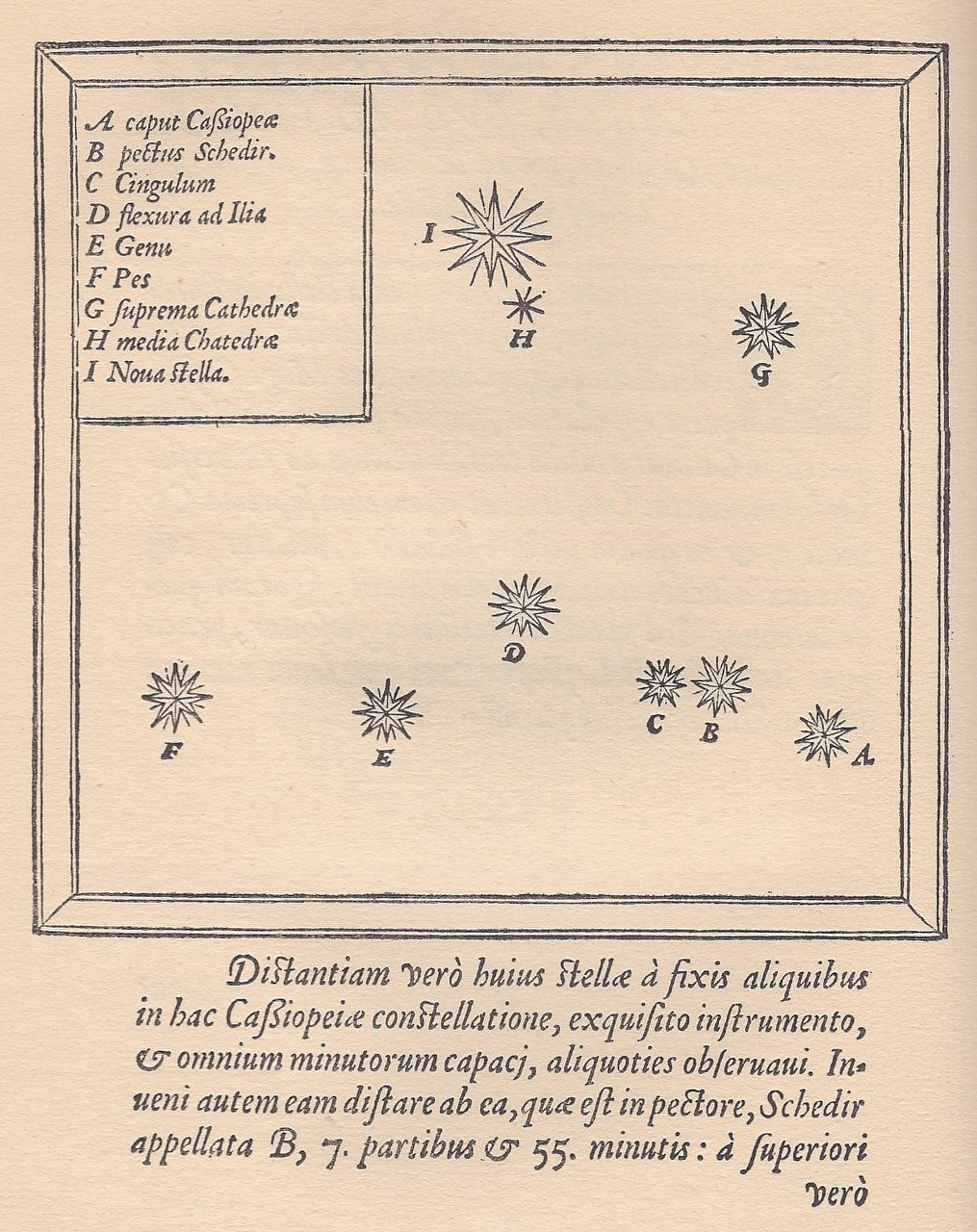
خريطة نجمية لكوكبة ذات الكرسي تُظهر موقع المستعر الأعظم (المُشار إليه بالرمز I) لعام 1572. من كتاب دي نوفا ستيلا لتيخو براهي

ينتمي ظهور المستعر الأعظم 1572 في مجرة درب التبانة إلى أهم الأحداث الرصدية في تاريخ علم الفلك. ساعد ظهور «النجم الجديد» في مراجعة النماذج القديمة للسماء، وتسريع الثورة في علم الفلك التي بدأت مع إدراك الحاجة لإنتاج فهارس نجمية ذات قياسات فلكية أفضل (من ثم الحاجة إلى أدوات رصد فلكية أكثر دقة). وتحدى أيضًا عقيدة أرسطو التي تنص على عدم قابلية التغير في عالم النجوم.
سُمي المستعر الأعظم 1572 غالبًا بـ «مستعر تيخو الأعظم» بسبب عمل تيخو براهي الشامل دي نوفا إيتانوليوس  آيفي ميموريا بريوس فيزا ستيلا («ما يتعلق بنجم جديد لم يُرَ من قبل في حياة أي شخص أو ذاكرته»، الذي نُشر في عام 1573 في طبعات أشرف عليها يوهانس كيبلر في عام 1602، و1610)، وقد احتوى هذا العمل على كل من أرصاد تيخو براهي، وتحليل مشاهدات العديد من الراصدين. لم يكن تيخو أوّل من رصد المستعر الأعظم 1572، على الرغم من كونه على الأغلب الراصد الأكثر دقة لهذا الجسم. كان زملاؤه الأوروبيون دقيقين تقريبًا مثل فولفغانغ شولر، أو توماس ديغز، أو جون دي، أو فرانشيسكو ماوروليكو، أو خيرونيمو مونيوز، أو تاداج هايك، أو بارتولوميوس رايساخار.
في إنجلترا، زار الرياضي وعالم التنجيم توماس ألن الملكة إليزابيث «للحصول على نصيحته فيما يخص النجم الجديد الذي ظهر في كوكبة ذات الكرسي، وقد أعطى رأيه بكل خبرة»، وسجّل أيضًا المتخصص في الأثريات جون أوبري ذلك في مذكراته بعد قرن.
في أثناء حكم سلالة مينغ في الصين، أصبح النجم مشكلة بين جانغ جوجانغ والإمبراطور الشاب وانلي: حُذِّر الإمبراطور وفقًا للتقاليد الكونية ليأخذ بعين الاعتبار سوء سلوكه، إذ فُسِّر النجم الجديد بمثابة نذير شؤم.
تنص التقارير الحديثة الأكثر موثوقية على أنّ النجم الجديد ذاته انفجر بعد 2 نوفمبر بوقت قليل، وفي 11 نوفمبر كان أكثر بريقًا من المشتري. وصل إلى ذروة سطوعه في 16 نوفمبر عام 1572، إذ بلغ قدره الظاهري -4، وقالت بعض الأوصاف أنّه كان مساويًا في بريقه للزهرة عندما كان هذا الكوكب في مرحلته الأكثر بريقًا. بقي المستعر الأعظم قابلًا للرؤية بالعين المجردة حتى أوائل عام 1574، وتلاشى بشكل تدريجي إلى أن اختفى عن الأنظار.

## المستعر الأعظم
صُنف المستعر الأعظم ضمن النوع الأول «I» اعتمادًا على منحنيه الضوئي التاريخي، وذلك بعد وقت قصير من تحديد المستعرات العظمى ذات الأنواع I و II لأول مرة على أساس أطيافها. يظهر طيف أشعة إكس لبقايا هذا المستعر أنه كان من النوع I إيه بشكل شبه مؤكد، ولكن استمر تصنيفه الدقيق موضع جدال حتى اكتشاف صدى الضوء في عام 2008، الذي أعطى التأكيد النهائي أنه مستعر أعظم طبيعي من النوع I إيه.
يسمح تصنيف المستعر من نوع 1 إيه ذي اللمعان الطبيعي بقياس بُعد المستعر 1572 بشكل دقيق. حُسبت ذروة القدر المطلق عن طريق معدل انخفاض الحزمة بي، وقد بلغ -19±0.3. بالنظر إلى تقديرات القدر الظاهري في ذروته والإخماد المعروف الذي يبلغ 1.86±0.2 من هذا القدر، فتبلغ مسافة المستعر الأعظم 3.8  -0.9+1.5 ألف فرسخ فلكي.

## بقايا المستعر الأعظم
قُدرت مسافة بقايا المستعر الأعظم بين 2 إلى 5 ألف فرسخ فلكي (6500 إلى 16300 سنة ضوئية تقريبًا) وتشير الدراسات الحديثة إلى نطاق أضيق بين 2.5 إلى 3 آلاف فرسخ فلكي (8000 إلى 9800 سنة ضوئية).

## وصلات خارجية
- Astronomy Picture of the Day: Tycho's Supernova Remnant
- solstation.com: Tycho's Star
- The Search for the Companion Star of Tycho Brahe's 1572 Supernova
- cnn.com: Important days in history of universe